# مقاطعة لوندا نورتي
مقاطعة لوندا الشمالية، هي إحدى مقاطعات أنغولا، تبلغ مساحتها حوالي 103,000 كم² وبعدد سكان يقدر بحوالي 850,000 نسمة.
قام الرئيس الأول للبلاد أغوستينو نيتو بجعل مدينة لوكابا عاصمة للمقاطعة بعد الاستقلال، ليتم بعد ذلك تحويلها إلى مدينة دوندو. تمتاز المقاطعة بثرواتها الباطنية، خاصة مناجم الألماس إلا أن لوندا الشمالية تبقى تعاني من الفقر ومن التخلف